# Yusuke Minagawa
Yusuke Minagawa (皆川 佑介, Minagawa Yusuke) est un footballeur japonais né le 9 octobre 1991 à Tokorozawa.

## Palmarès
- Championnat du Japon  en 2015